# Preston Smith
Preston Demarquis Smith (Atlanta, Georgia, 17 de noviembre de 1992) más conocido como Preston Smith, es un jugador profesional estadounidense de fútbol americano que se desempeña en la posición de linebacker en Pittsburgh Steelers, equipo de la National Football League (NFL).

## Carrera
Fue seleccionado en la segunda ronda en la Reunión Anual de Selección de Jugadores de la NFL de 2015. Hizo su debut profesional con el equipo Washington Redskins, en el cual jugó cuatro temporadas (2015-2019), luego pasó a Green Bay Packers, donde lleva jugando cinco temporadas.